# 놉 (영화)
《놉》(영어: Nope)은 2022년 개봉한 미국의 SF 공포 영화이다. 조던 필이 감독과 각본을 맡았다.

## 줄거리
돌아가신 아버지의 마구간을 물려받은 오티스(일명 OJ). 돈을 벌기 위해 말을 영화에 출현시키려고 했지만 실패했고 결국 서부극 테마파크에 10마리나 팔고 말았다. 아끼는 말을 되찾으려 돈이 필요해진 오티스는 하늘에서 UFO를 발견하고 남매 에메랄드와 외계인 영상을 남기고자 합심한다. 그런데 그 물체는 단순한 외계 비행선이 아니었고 급기야 사람들을 닥치는 대로 잡아먹기 시작하는데...

## 출연진
- 대니얼 컬루야 - 오티스 "오제이" 헤이우드 주니어 역
- 키키 파머 - 에메랄드 "엠" 헤이우드 역
- 스티븐 연/제이컵 김(아역) - 리키 "주프" 박 역
- 브랜던 페레아 - 엔젤 토러스 역
- 마이클 윙컷 - 앤틀러스 홀스트 역
- 렌 슈밋 - 앰버 박 역
- 키스 데이비드 - 오티스 헤이우드 시니어 역
- 도나 밀스 - 보니 클레이턴 역
- 데번 그레이 - 라이더 마이브리지 역
- 바비 페레이라 - 네시 역
- 테리 노터리 - 고디 역(모션캡처)
- 소피아 코토 - 메리 조 엘리엇 역
- 앤드루 패트릭 랠스턴 - 톰 보건 역
- 제니퍼 러플러 - 필리스 메이베리 역